# Grabmal Leos XI.

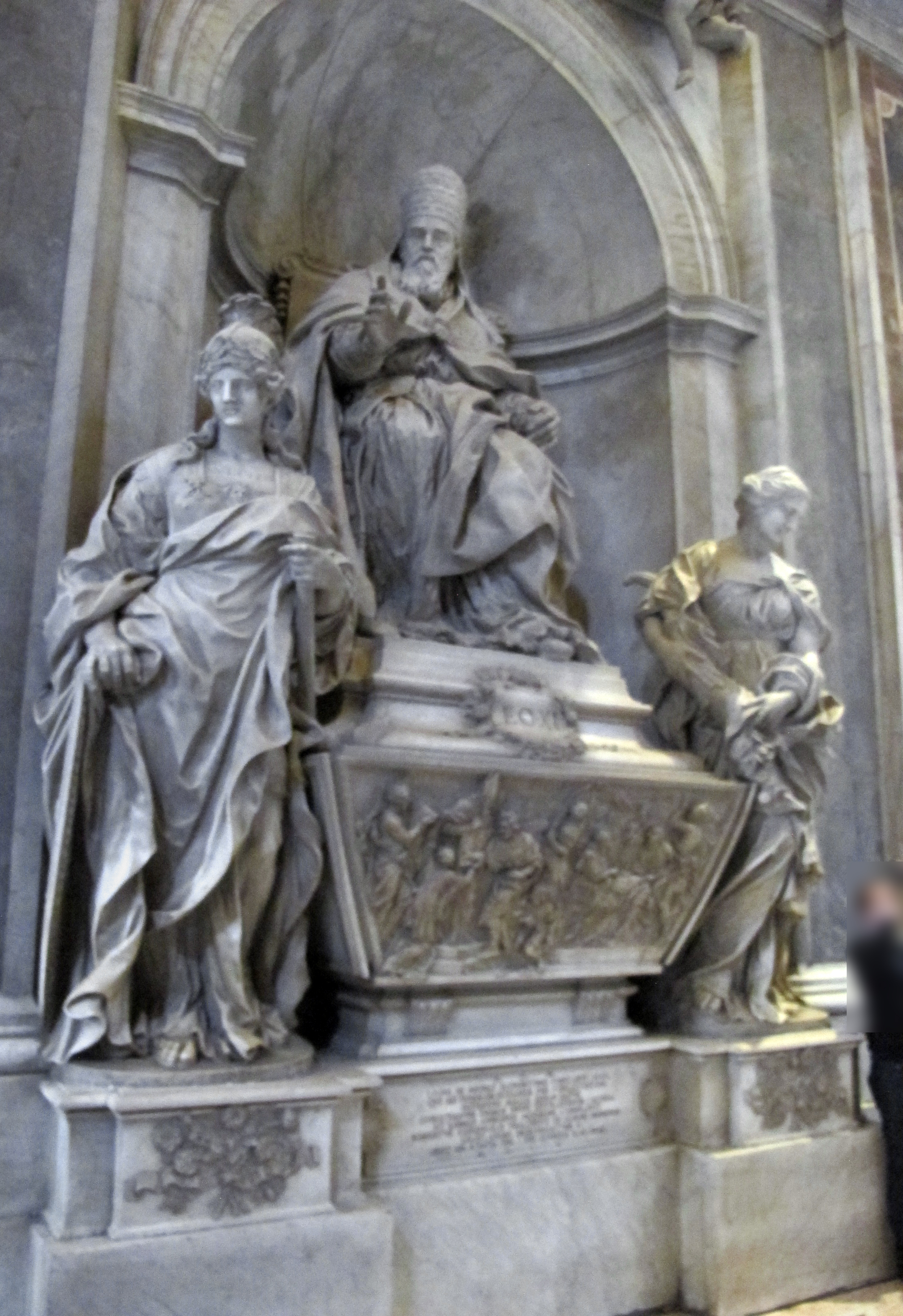
Grabmal Leos XI.

Das Grabmal Leos XI. im Petersdom in Rom wurde von Alessandro Algardi geschaffen und 1634 errichtet. Den Auftrag erteilte Kardinal Roberto Ubaldini (1581–1635).   
Über einem Sockelgeschoss erhebt sich, von zwei Tugendstatuen flankiert, der Sarkophag mit Frontrelief. Auf ihm thront Leo XI. (1535–1605), der nur 27 Tage Papst war, in Pontifikalgewand und mit Tiara. Das Frontrelief zeigt zwei Szenen aus der Tätigkeit des späteren Papstes als Kardinallegat in Frankreich in den 1590er Jahren.

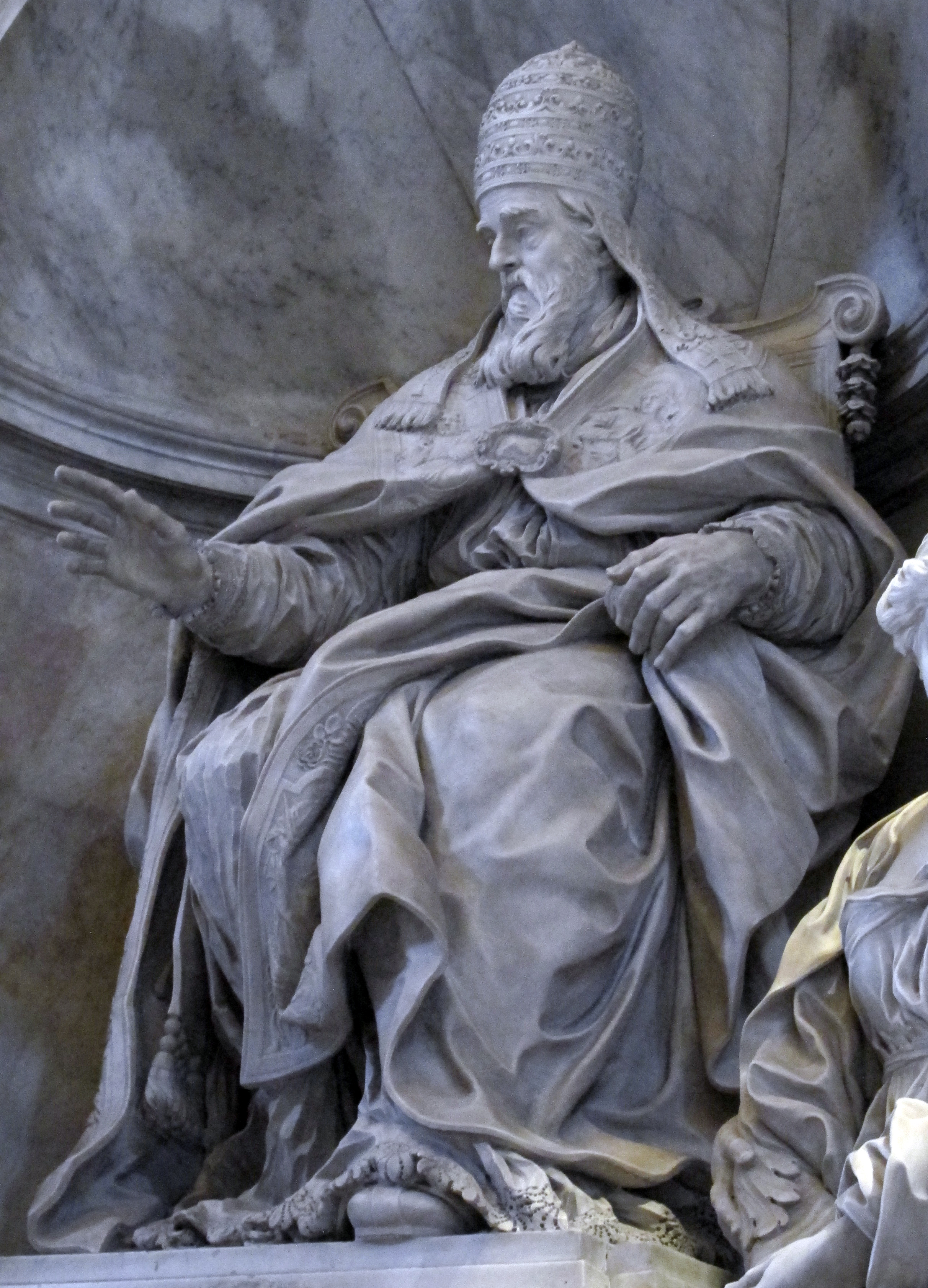
Leo XI.
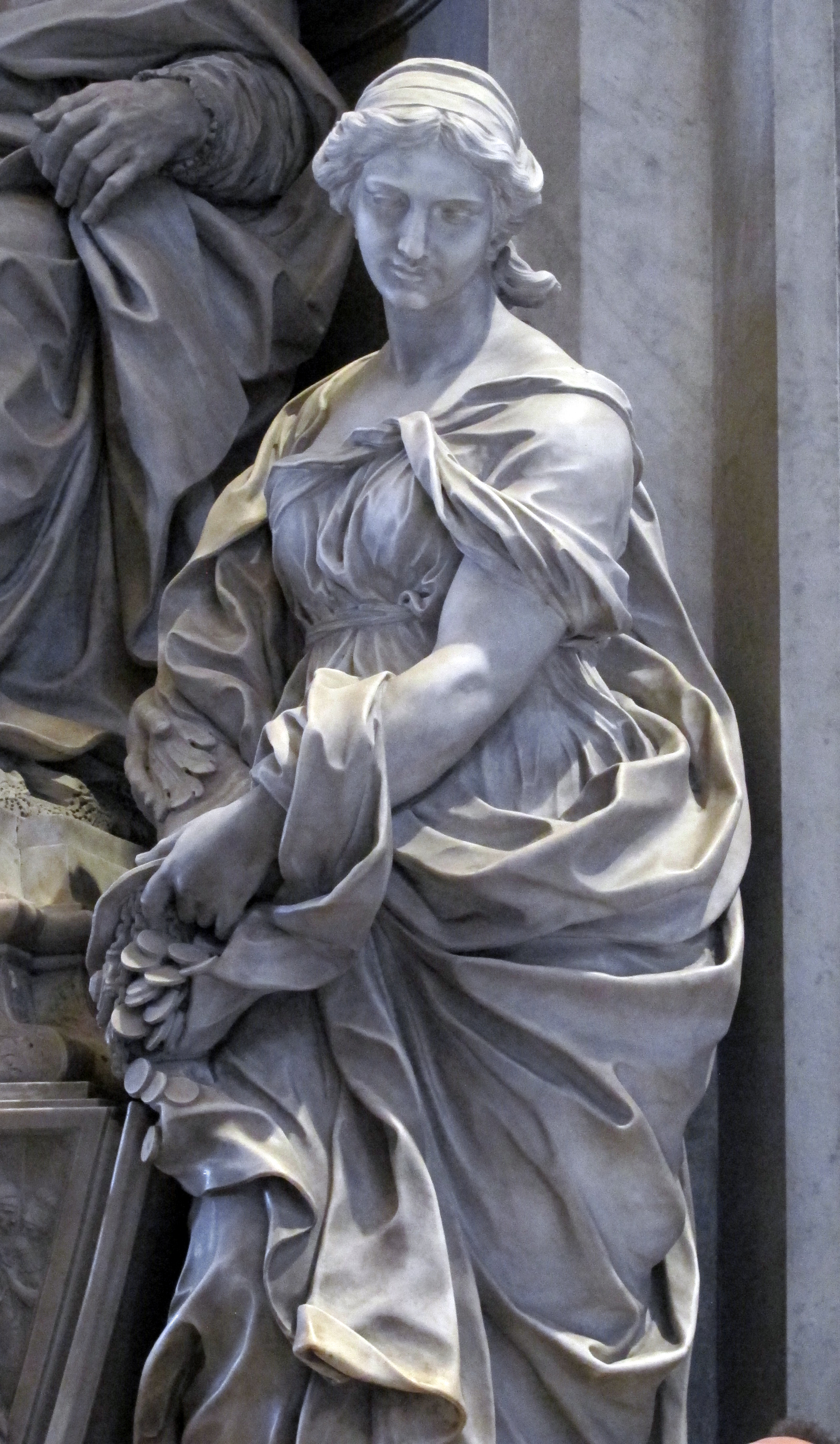
Tugendstatue
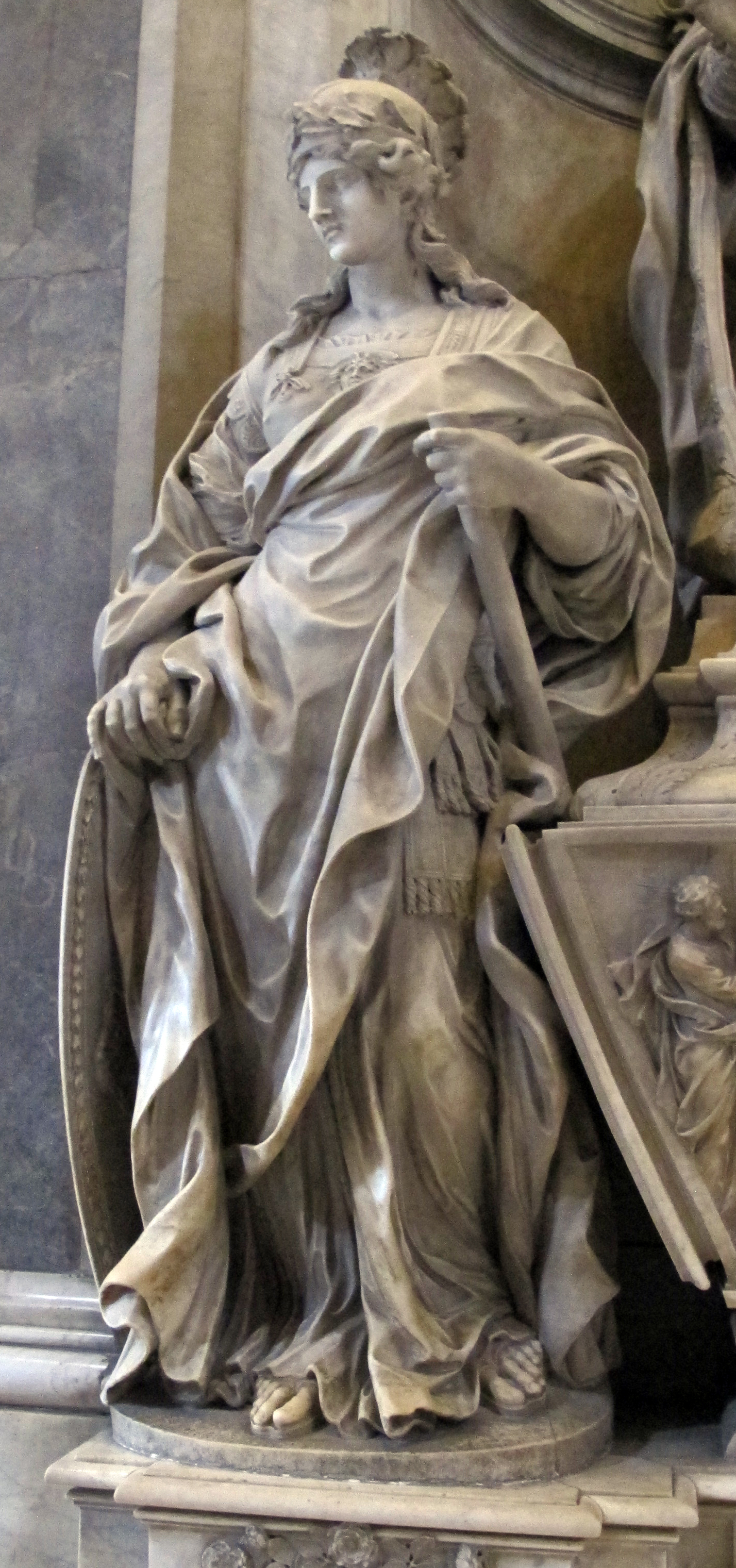
Tugendstatue
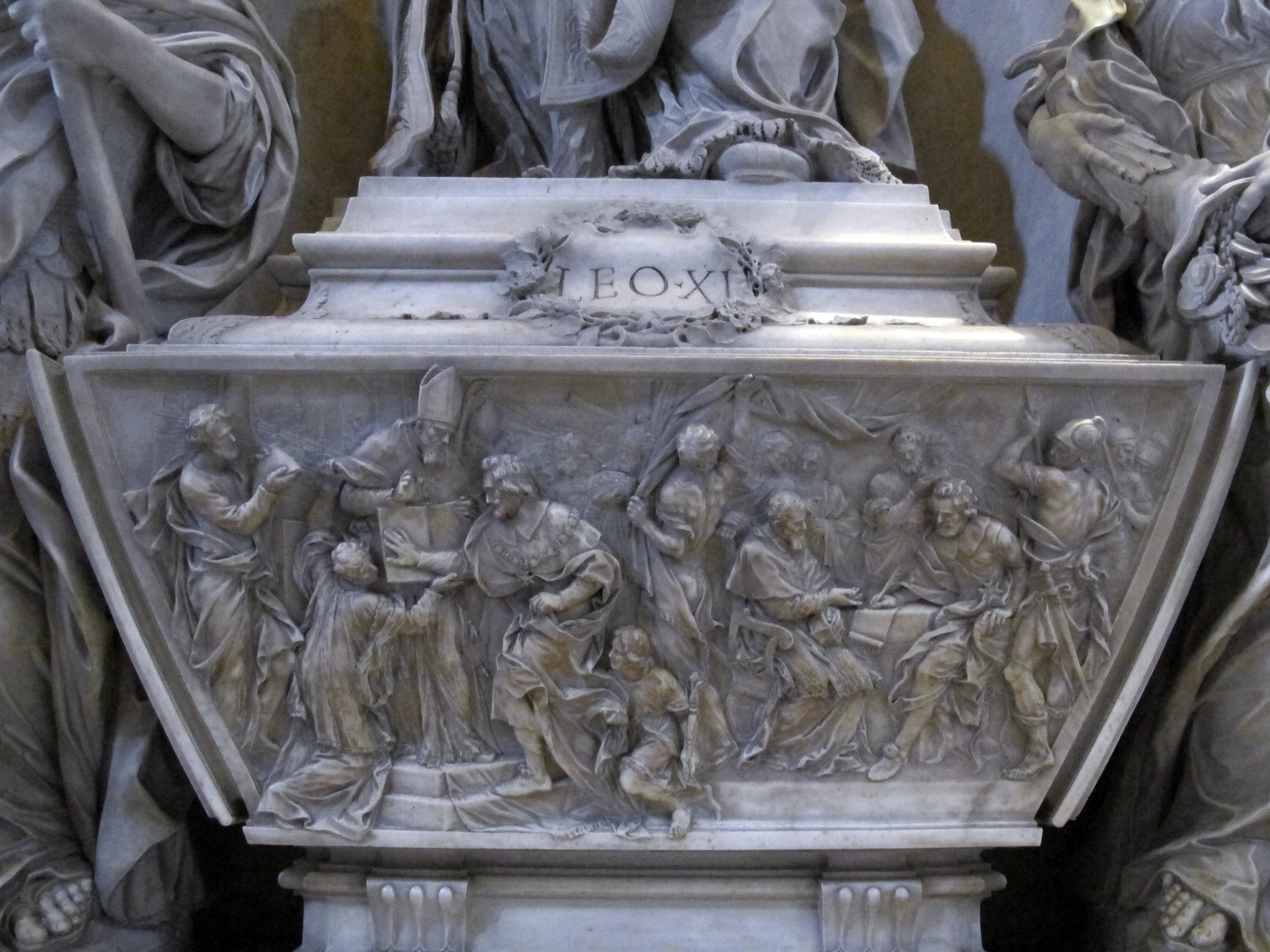
Sarkophagrelief